# توني ديلوكا
توني ديلوكا (بالإنجليزية: Tony DeLuca)‏ هو لاعب كرة قدم أمريكية أمريكي، ولد في 16 نوفمبر 1960 في غرينيتش في الولايات المتحدة، وتوفي في 16 أبريل 1999.